# Jack Roland Murphy
Jack Roland Murphy of Murph the Surf (Los Angeles, 1937 – Crystal River, 12 september 2020) was een Amerikaans surfer en een veroordeelde moordenaar. Hij is bekend vanwege zijn aandeel in de grootste edelsteenroof uit de Amerikaanse geschiedenis.

## Vroege jaren
Op zijn vijftiende speelde hij in het Pittsburgh Symphony Orchestra. In 1962 en 1963 was hij surfkampioen van de staat Florida. In 1963 won hij de Hurricane National Surfing contest in Florida.

## Inbraak
Hij was betrokken bij de inbraak op 29 oktober 1964 in het American Museum of Natural History. Hierbij werd de Star of India samen met andere edelstenen, waaronder de Eagle Diamond en de DeLong Star Ruby, gestolen.
De dieven hadden een wc-raam van het slot gehaald tijdens de openingsuren van het museum. Diezelfde nacht kwamen ze via dat raam naar binnen. Bij de steen aangekomen ontdekten ze dat het de enige steen was die werd beveiligd met een alarm, de batterij van het alarm was echter leeg. Ze graaiden de edelstenen bij elkaar en vluchtten weer via hetzelfde raam. De buit werd getaxeerd op meer dan $ 400.000.
Jack Murphy werd twee dagen later gearresteerd samen met twee handlangers, Alan Kuhn en Roger Clark. Ze kregen een gevangenisstraf van drie jaar. De onverzekerde Star of India werd samen met het grootste deel van de buit teruggevonden in een kluis bij een busstation in Miami. De Eagle Diamond is echter nooit teruggevonden.

## Moord
In 1968 werd Murphy veroordeeld voor de moord op een secretaresse uit Californië, een van de twee vrouwen die in 1967 werden gevonden in Whiskey Creek vlak bij Hollywood, Florida. Tevens werd hij veroordeeld voor een poging tot beroving van een vrouw uit Miami Beach in 1968. Hij kreeg levenslang. Murphy werd vervroegd vrijgelaten uit de Florida State Prison in 1986. Later predikte hij het evangelie in gevangenissen als boodschapper van God met het doel de gevangenen te rehabiliteren door middel van religie.

## Film
- Murph the Surf (1975)